# Pavel Sergeevič Potëmkin
Pavel Sergeevič Potëmkin (in russo Павел Сергеевич Потёмкин?; San Pietroburgo, 27 giugno 1743 – San Pietroburgo, 29 marzo 1796) era cugino del celebre generale russo Grigorij Aleksandrovič Potëmkin. Noto per il suo ruolo avuto nel corso della repressione della rivolta di Pugačëv e nel giudizio verso i ribelli, concluse nel 1783 un trattato con Eraclio II di Georgia che assicurò alla Russia il controllo del Caucaso..

## Biografia

### I primi anni
Nato nel 1743, Pavel era figlio di Sergeij Dmitrievič Potëmkin (1697 - 1770) e di sua moglie, la principessa Anna Mikhailovna Kropotkina. Era un lontano cugino del celebre generale Grigorij Aleksandrovič Potëmkin nonché fratello del generale Michail Sergeevič Potëmkin.
Dopo aver ricevuto un'istruzione tramite tutori privati, nel 1756 il tredicenne Pavel venne iscritto al servizio militare russo nel reggimento della guardia Semyonovsky. Si laureò in seguito all'Università di Mosca.

### La carriera militare
Come prima azione, prese parte alla guerra russo-turca (1768-1774). Il suo biografo, P. Karatygin, scrisse di lui che ottenne il rango di capitano e gli venne conferita la medaglia di IV classe dell'Ordine di San Giorgio il 22 settembre 1770 a seguito del valore dimostrato nella guerra contro i turchi ottomani, venendone promosso alla III classe il 26 novembre 1775 per ulteriori distinzioni sul campo e grazie all'appoggio del cugino Grigorij Aleksandrovič Potëmkin che ne patrocinò una rapida ascesa tra i ranghi d'esercito.

### Capo delle commissioni segrete nella ribellione di Pugačëv
Per decreto di Caterina II di Russia firmato il 11 giugno 1774, Potëmkin venne nominato a capo di due commissioni segrete presso Kazan' e Orenburg per punire i membri dell'esercito ribelle di Pugačëv dopo le sconfitte subite da quest'ultimo. Personalmente presenziò alla battaglia di Kazan' (1774) e fu tra gli assediati della città che si rinchiusero nel cremlino locale, venendo salvato solo dal rapido intervento di uno squadrone del generale russo Michel'son che impedì che la cittadella venisse assaltata e rasa al suolo.
In quanto ufficiale governativo deputato a tale compito, supervisionò personalmente gli interrogatori eseguiti sui fiduciari di Pugačëv, gli atamani I.N. Beloborodov, I.N. Zarubin, I.I. Ulyanov e altri a Kazan', e successivamente a Simbirsk. Nell'ottobre del 1774, insieme al generale Pëtr Ivanovič Panin, leader militare delle forze zariste nella repressione della rivolta, interrogò personalmente Pugačëv a Simbirsk e poi prese parte ad un'indagine generale condotta a Mosca.
Dopo la cattura di Pugačëv, Potëmkin inviò un appello ai bashkir e li minacciò che se non si fossero calmati prima del 1º ottobre, avrebbe personalmente inviato dei cosacchi fedeli alla zarina per placare la loro rivolta. Temendo di finire nuovamente in rovina, i bashkir inviarono dodici dei loro rappresentanti a firmare la resa, ma la rivolta nelle loro terre non venne completamente fermata con questo atto formale.
Al fine di certificare alla popolazione la cattura del capo dei ribelli, Potëmkin chiese a Caterina II di poter portare Pugačëv a Mosca passando proprio dalla città di Kazan', ma la zarina si dimostrò contraria a questa idea temendo che avrebbe potuto essere salvato da alcuni sostenitori.
Alla fine delle indagini e del processo che portò Pugačëv all'esecuzione, nel gennaio del 1775 a Potëmkin venne assegnata l'onorificenza della spada d'oro al coraggio dalle mani della zarina.
Il 28 giugno 1778 divenne ciambellano imperiale e venne premiato con la medaglia dell'Ordine di Sant'Alessandro Nevsky.

### Nel Caucaso settentrionale (1782-1787)
Nell'autunno del 1782, il tenente generale Pugačëv assunse il comando dell'esercito russo nel Caucaso settentrionale, in sostituzione di Fedor Fabritsian che era morto nel settembre di quello stesso anno.
Alla fine del 1782, il re di Cartalia e di Cachezia, Eraclio II di Georgia, fece appello alla zarina Caterina II perché proteggesse le sue terre dagli ottomani, con la promessa di porle sotto il protettorato della Russia. Nel tentativo di rafforzare la posizione della Russia in Transcaucasia, Caterina II acconsentì al progetto e concesse a Pavel Potëmkin ampi poteri per concludere un accordo con il sovrano georgiano. I rappresentanti di parte georgiana furono i principi Ivane Bagration-Mukhransky e Garsevan Chavchavadze. Il 4 agosto 1783, presso la fortezza di Georgievsk (Caucaso del Nord) venne firmato il Trattato di Georgievsk.
Nel settembre del 1783 le truppe russe guidate dal tenente generale Potëmkin e dal tenente generale Aleksandr Nikolaevič Samoilov attraversarono il Terek, devastando la Cecenia e sconfiggendo i nemici nelle battaglie di Amara e Khankala.
Nel 1784 Potëmkin venne nominato governatore generale del Governatorato di Saratov (ricoprì l'incarico fino al 1787). Allo stesso tempo, già nel 1785, era stato nominato governatore generale del Vicereame del Caucaso, oltre al Vicereame di Saratov (ricoprì l'incarico fino al 1792).
Nell'agosto 1787, il tenente generale Pavel Potëmkin guidò un corpo d'armata russo (8000 unità), col quale attraversò il fiume Kuban ed il 21 settembre si scontrò con gli uomini dello sceicco Mansur (in gran parte ceceni e nogais) riuscendo a respingerli.

### La guerra russo-turca (1787-1791)
Dal 1787, con l'inizio della guerra russo-turca, prese parte alla cattura della città di Izmaïl, motivo per cui gli venne concessa la II classe dell'Ordine di San Giorgio.
Con decreto della zarina Caterina II firmato il 3 giugno 1791, a Potëmkin fu concessa una fabbrica di tessuti nel villaggio di Glushkovo, nella provincia di Kursk, con tutti i villaggi, le persone e le terre ivi presenti.
Nel 1794 prese parte alla repressione della rivolta di Kościuszko in Polonia, combattendo per la presa di Praga. Alla fine delle ostilità ottenne il grado di generale e nel 1795 il titolo di conte.
Nel gennaio del 1796 fu accusato di complicità nell'omicidio e nella rapina del principe persiano Idast Khan nel 1786. Proteggendosi dalle accuse ingiuste, Potëmkin scrisse e diede alle stampe La voce dell'innocenza. Incapace di sopportare il colpo di una tale umiliazione, si ammalò di febbre e morì il 29 marzo 1796.

## Matrimonio e figli

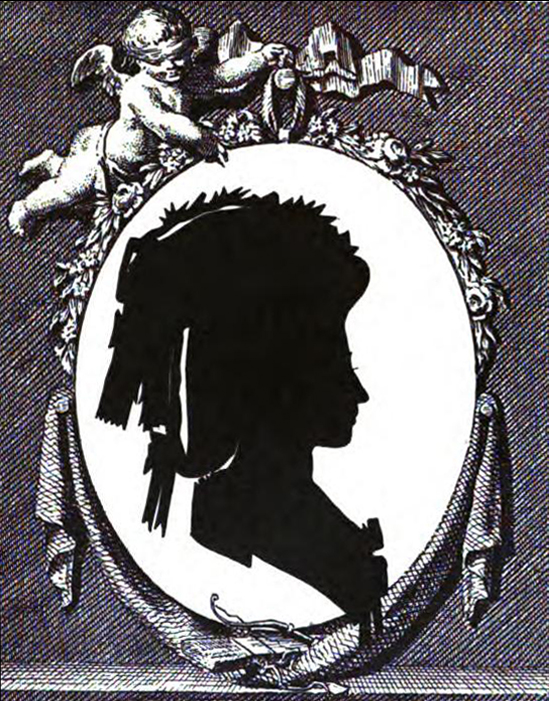
Profilo di Praskovya Andreevna Zakrevskaya, moglie di Pavel Sergeevič Potëmkin

Sposò nel 1785 Praskovya Andreevna Zakrevskaya (09/02/1765 — 1816), dama d'onore della zarina nonché figlia del consigliere di stato e direttore dell'Accademia Imperiale delle Arti, A.O. Zakrevsky (1742-1804), e nipote dei conti K. G. Razumovsky e M. I. Odoevskaya. A corte, la giovane era famosa per la sua bellezza ed era la favorita del principe Potëmkin cugino di Pavel. Secondo quando riportato dallo scrittore Kochubey, "era una donna spudorata e immorale; ebbe molte relazioni prima di sposarsi". Dal suo matrimonio con Pavel Potëmkin ebbe i seguenti figli:
- Grigorij (1786 - 26.08.1812) - morì vicino a Borodino.
- Sergeij (1787-1858) - scrittore; sposò la principessa Elzaveta Petrovna Trubetskoy (1796 - 1870)